# Reguengos de Monsaraz
Reguengos de Monsaraz es una ciudad portuguesa, en el distrito de Évora, región Alentejo y comunidad intermunicipal de Alentejo Central, con cerca de 7100 habitantes.

## Geografía
Es la sede de un municipio con 461,22 km² de área y 9871 habitantes (2021), subdividido en cuatro freguesias. El municipio está limitado al norte por el municipio de Alandroal, al este por Mourão, al sureste por Moura, al sudoeste por Portel, a loeste por Évora y al noroeste por Redondo.

## Historia
Se convirtió en la sede del municipio por primera vez en el año 1838 (substituyendo a la anterior sede del municipio en la vila de Monsaraz) y definitivamente en 1851. Fue elevada a la categoría administrativa de vila en 1840 y elevada a ciudad en 9 de diciembre de 2004.

## Demografía
| Gráfica de evolución demográfica de Reguengos de Monsaraz entre 1864 y 2021 |
|                                                                             |
| Datos según el nomenclátor publicado por el INE portugués.                  |

## Organización territorial
El municipio de  Reguengos de Monsaraz está formado por cuatro freguesias:
- Campo e Campinho
- Corval
- Monsaraz
- Reguengos de Monsaraz

## Capital europea del vino 2015
Fue nombrada capital europea del vino durante el año 2015